# Johan De la Gardie

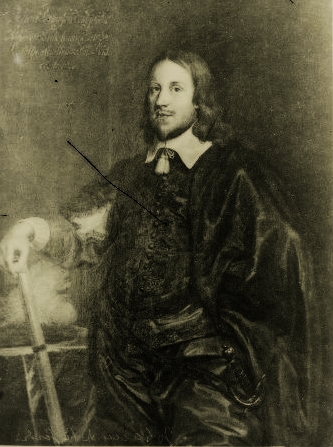
Johan De la Gardie

Johan Pontusson De la Gardie (* 3. März 1582 in Reval; † 10. März 1642 auf Schloss Steninge, Schweden) war ein schwedischer Adliger und Inhaber höchster Staatsämter.

## Herkunft
Seine Eltern waren der schwedische Heerführer und Gouverneur von Livland, Pontus De la Gardie, und dessen Frau Sofia Gyllenhielm, illegitime Tochter des Königs Johann III. von Schweden.

## Laufbahn
Er wurde am 1. Januar 1594 von König Sigismund III. zum Freiherrn erhoben, auf Schloss Ekholmen in Veckholm, in der heutigen Gemeinde Enköping in der Region Uppsala, das bereits von 1571 bis 1581 seinem Vater gehört hatte.
Am 15. September 1611 wurde er zum Statthalter der Provinz Turku mit Amtssitz auf der Burg Turku ernannt. Ab dem 16. Mai 1616 war er zudem Statthalter der Provinz Tavastehus in Finnland. Vom 6. März 1625 bis 1628 war er Gouverneur und Statthalter von Reval, danach von 1630 bis 1634 Gouverneur (landshövding) von Stockholm und Uppland.
Als Per Brahe während der Sitzung des Ständereichstags im Jahre 1630 erkrankte, ernannte König Gustav II. Adolf De la Gardie zum Landmarschall und dieser leitete daraufhin den letzten Teil der Reichstagssitzung dieses Jahres. Von 1631 bis 1638 war er einer der Direktoren des Ritterhauses in Stockholm. 1633 wurde er in den Reichsrat berufen und 1634 wurde er zudem Assessor im schwedischen Hofrat.
De la Gardie starb im Jahre 1642 auf Schloss Steninge bei Märsta in Uppland und wurde in der Kirche von Veckholm in der Gemeinde Enköping bestattet.

## Ehen und Nachkommen
Johan De la Gardie heiratete Katarina Kristersdotter Oxenstierna († 1625), Tochter des Reichsrats Krister Gabrielsson Oxenstierna und der Beata Karlsdotter Gera. Der Ehe entstammten drei Töchter:
- Beata Johansdotter De la Gardie (1612–1680), ⚭ 1633 Lennart Torstenson (1603–1651), ⚭ 1653 Per Brahe der Jüngere (1602–1680)
- Sofia Johansdotter De la Gardie (1615–1647), ⚭ 1634 Jöns Knutsson Kurck der Jüngere (1590–1652).
- Katarina Johansdotter De la Gardie (1616–1680), ⚭ 1634 Fredrik Gustavsson Stenbock (1607–1652).

1640 heiratete er in zweiter Ehe die spätere Oberhofmeisterin der Königinwitwe Maria Eleonora, Görvel Posse (1600–1671).